# Canton de Hal
Le canton de Hal (en néerlandais Halle) est un canton électoral de l'arrondissement administratif de Hal-Vilvorde (pour les élections provinciales) et de l'arrondissement judiciaire de Bruxelles (pour les élections fédérales et européennes). Les communes du canton de Hal font partie de la province du Brabant flamand. 
Le canton comporte les communes fusionnées suivantes :
- Beersel ;
- Hal ;
- Pepingen ;

- Leeuw-Saint-Pierre.

Jusqu'en 2014, les communes de Drogenbos, Linkebeek et Rhode-Saint-Genèse en faisait partie. Elles font maintenant partie du Canton électoral de Rhode-Saint-Genèse.